# Paphia declivis
Paphia declivis is een tweekleppigensoort uit de familie van de Veneridae. De wetenschappelijke naam van de soort werd in 1852 voor het eerst geldig gepubliceerd door George Brettingham Sowerby II.